# Les Coromines (Aguilar de Segarra)
Les Coromines és una entitat de població d'Aguilar de Segarra (Bages). El barri està inclòs en l'Inventari del Patrimoni Arquitectònic de Catalunya. El seu edifici principal és la capella de la Mare de Déu del Candeler.

## Descripció
Les Coromines és una antiga quadra annexa del castell de Castellar, ara inclosa dins el terme municipal d'Aguilar de Segarra o de Boixadors, i que és considerat també com un barri.
En realitat es tracta d'un conjunt d'edificacions, d'habitació i auxiliars agrícoles, disposades en filera, al costat de la capella de Santa. Maria, anomenada Mare de Déu del Candeler.

## Història
L'edifici principal ha anat sofrint diverses modificacions al llarg del temps, per la qual cosa és difícil determinar l'època de la construcció primitiva, si bé cal suposar que deu ésser bastant antic, degut a l'existència de la capella que fou construïda probablement al segle xiii.